# Anatoljewka (obwód kurski)
Anatoljewka (ros. Анатольевка) – wieś (ros. деревня, trb. dieriewnia) w zachodniej Rosji, w sielsowiecie studienokskim rejonu rylskiego w obwodzie kurskim.

## Geografia
Miejscowość położona jest 8 km od centrum administracyjnego sielsowietu studienokskiego (Studienok), 26 km od centrum administracyjnego rejonu (Rylsk), 132 km od Kurska.

## Demografia
W 2010 r. miejscowość zamieszkiwały 154 osoby.